# Jacques Bonsergent (métro de Paris)
Pour les articles homonymes, voir Bonsergent.
Jacques Bonsergent est une station de la ligne 5 du métro de Paris, située dans le 10e arrondissement de Paris.

## Situation
La station est implantée au cœur du quartier de la Porte-Saint-Martin, sous le boulevard de Magenta au niveau de la place Jacques-Bonsergent. Approximativement orientée selon un axe nord-ouest/sud-est, elle s'intercale entre les stations Gare de l'Est et République. En direction de cette dernière, elle est suivie de deux raccordements de service avec les lignes 3 et 8, lesquels s'embranchent en talon sur les voies en direction de, respectivement, Bobigny - Pablo Picasso et Place d'Italie.

## Histoire
La station est ouverte le 17 décembre 1906 en tant que terminus nord de la ligne 5 depuis Place d'Italie, en remplacement du terminus provisoire de Place Mazas (aujourd'hui Quai de la Rapée) jusqu'au 15 novembre 1907, date à laquelle la ligne est prolongée jusqu'à Gare du Nord.
Elle doit sa dénomination initiale de Lancry à sa proximité avec la rue de Lancry, laquelle porte le nom de famille de l'ancien propriétaire du lieu sur lequel elle fut percée en 1777 : le sieur Lancry.
Le 10 février 1946, elle change de toponyme au profit de Jacques Bonsergent, à la suite de l'attribution du nom « Place Jacques-Bonsergent » à l'intersection des rues Lucien-Sampaix, de Lancry et Albert-Thomas avec le boulevard de Magenta, sous lequel la station est établie. Ce nouveau nom rend hommage à Jacques Bonsergent (1912-1940), ingénieur des Arts et Métiers et premier fusillé de Paris lors de la Seconde Guerre mondiale, le 23 décembre 1940 à l'âge de 28 ans.
La station est ainsi une des huit du réseau dont le nom a été modifié à l'issue de la Seconde Guerre mondiale afin d'honorer la mémoire de résistants morts pour la France, avec Trinité - d'Estienne d'Orves (ligne 12), Charles Michels (ligne 10), Colonel Fabien (ligne 2), Corentin Celton (ligne 12), Guy Môquet (ligne 13), Corentin Cariou (ligne 7) et Marx Dormoy (ligne 12).
Dans le cadre du programme « Renouveau du métro » de la RATP, les couloirs de la station et l'éclairage des quais ont été rénovés le 18 décembre 2003.

### Fréquentation
Selon les estimations de la RATP, la station a vu entrer 2 477 876 voyageurs en 2019, ce qui la place à la 209e position des stations de métro pour sa fréquentation sur 302,. En 2020, avec la crise du Covid-19, son trafic annuel tombe à 1 216 884 voyageurs, la reléguant alors au 211e rang, avant de remonter progressivement en 2021 avec 1 743 989 entrants comptabilisés, ce qui la classe à la 201e position des stations du réseau pour sa fréquentation cette année-là.

## Services aux voyageurs

### Accès
La station dispose de deux accès constitués d'escaliers fixes :
- l'accès 1 « Boulevard de Magenta - Hôpital Saint-Louis », agrémenté d'un mât avec un « M » jaune inscrit dans un cercle, débouchant sur la place Jacques-Bonsergent, face au no 4 de cette dernière d'une part et au no 30 du boulevard de Magenta d'autre part ;
- l'accès 2 « Rue de Lancry », orné d'une balustrade et d'un candélabre de type Dervaux, se trouvant au droit des nos 21 et 23 du boulevard de Magenta.

### Quais

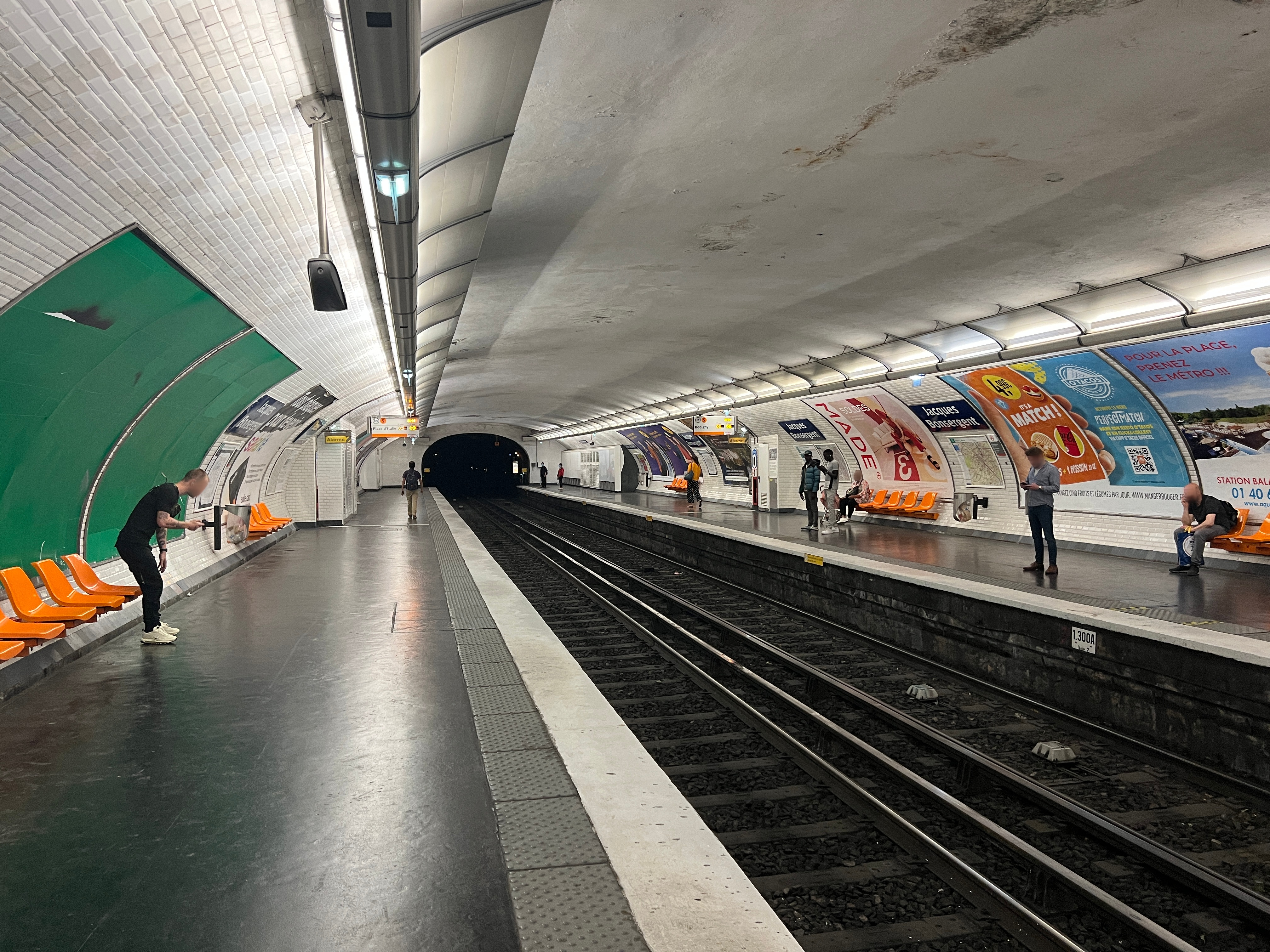
Vue du quai direction Bobigny - Pablo Picasso.

Jacques Bonsergent est une station de configuration standard : elle possède deux quais séparés par les voies du métro et la voûte est elliptique. La décoration est du style utilisé pour la majorité des stations de métro : les bandeaux d'éclairage sont blancs et arrondis dans le style « Gaudin » du renouveau du métro des années 2000, et les carreaux en céramique blancs biseautés recouvrent les piédroits et les tympans, tandis que la voûte est peinte en blanc. Les cadres publicitaires sont métalliques et le nom est inscrit à la fois en police de caractères Parisine et en lettres capitales sur plaques émaillées. Les sièges sont de style « Motte » de couleur orange.
Sur le piédroit du quai en direction de Bobigny - Pablo Picasso,  à proximité de la sortie (côté sud), se trouve un puits de ventilation fermé par une grille dont les barreaux dessinent une France emprisonnée ainsi que des fusils brandis vers le haut.

### Intermodalité
La station est desservie par les lignes 56 et 91 du réseau de bus RATP, et, la nuit, par les lignes N01 et N02 du réseau Noctilien.

## À proximité
- Mairie du 10e arrondissement
- Canal Saint-Martin
- Église Saint-Martin-des-Champs de Paris
- Nouvel Alhambra